# نیک ون در ولدن
نیک ون در ولدن (انگلیسی: Niek van der Velden؛ زادهٔ ۲۸ مهٔ ۲۰۰۰) اسنوبردسوار اهل پادشاهی هلند است.